# فهرست قطعنامه‌های شورای امنیت ۱۱۰۱ تا ۱۲۰۰
| قطعنامه‌های شورای امنیت                                      |
| ----------------------------------------------------------- |
| منابع: نشست‌های شورای امنیت • UNBISnet • ویکی‌نبشته           |
| ۱ تا ۱۰۰ (۱۹۴۶–۱۹۵۳)                                        |
| ۱۰۱ تا ۲۰۰ (۱۹۵۳–۱۹۶۵)                                      |
| ۲۰۱ تا ۳۰۰ (۱۹۶۵–۱۹۷۱)                                      |
| ۳۰۱ تا ۴۰۰ (۱۹۷۱–۱۹۷۶)                                      |
| ۴۰۱ تا ۵۰۰ (۱۹۷۶–۱۹۸۲)                                      |
| ۵۰۱ تا ۶۰۰ (۱۹۸۲–۱۹۸۷)                                      |
| ۶۰۱ تا ۷۰۰ (۱۹۸۷–۱۹۹۱)                                      |
| ۷۰۱ تا ۸۰۰ (۱۹۹۱–۱۹۹۳)                                      |
| ۸۰۱ تا ۹۰۰ (۱۹۹۳–۱۹۹۴)                                      |
| ۹۰۱ تا ۱۰۰۰ (۱۹۹۴–۱۹۹۵)                                     |
| ۱۰۰۱ تا ۱۱۰۰ (۱۹۹۵–۱۹۹۷)                                    |
| ۱۱۰۱ تا ۱۲۰۰ (۱۹۹۷–۱۹۹۸)                                    |
| ۱۲۰۱ تا ۱۳۰۰ (۱۹۹۸–۲۰۰۰)                                    |
| ۱۳۰۱ تا ۱۴۰۰ (۲۰۰۰–۲۰۰۲)                                    |
| ۱۴۰۱ تا ۱۵۰۰ (۲۰۰۲–۲۰۰۳)                                    |
| ۱۵۰۱ تا ۱۶۰۰ (۲۰۰۳–۲۰۰۵)                                    |
| ۱۶۰۱ تا ۱۷۰۰ (۲۰۰۵–۲۰۰۶)                                    |
| ۱۷۰۱ تا ۱۸۰۰ (۲۰۰۶–۲۰۰۸)                                    |
| ۱۸۰۱ تا ۱۹۰۰ (۲۰۰۸–۲۰۰۹)                                    |
| ۱۹۰۱ تا ۲۰۰۰ (۲۰۰۹–۲۰۱۱)                                    |
| ۲۰۰۱ تا ۲۱۰۰ (۲۰۱۱–۲۰۱۳)                                    |
| ۲۱۰۱ تا ۲۲۰۰ (۲۰۱۳–۲۰۱۵)                                    |
| ۲۲۰۱ تا ۲۳۰۰ (۲۰۱۵–۲۰۱۶)                                    |
| ۲۳۰۱ تا ۲۴۰۰ (۲۰۱۶–۲۰۱۸)                                    |
| ۲۲۰۱ تا ۲۳۰۰ (۲۰۱۸–تاکنون)                                  |
| متن مربوطه در ویکی‌نبشته : قطعنامه‌های شورای امنیت سازمان ملل |

فهرست زیر، شامل قطعنامه‌های سازمان ملل متحد از قطعنامهٔ شمارهٔ ۱۱۰۱ تا ۱۲۰۰ است که در بازهٔ زمانی ۲۸ مارس ۱۹۹۷ میلادی تا ۳۰ سپتامبر ۱۹۹۸ به تصویب رسیده‌است.
| شمارهٔ قطعنامه | تاریخ           | آرا (موافق-ممتنع-مخالف) | موضوع نشست                                                          |
| ------------- | --------------- | ----------------------- | ------------------------------------------------------------------- |
| ۱۱۰۱          | ۲۸ مارس ۱۹۹۷    | ۱۴-۱-۰                  | بررسی وضعیت در آلبانی                                               |
| ۱۱۰۲          | ۳۱ مارس ۱۹۹۷    | ۱۵-۰-۰                  | بررسی وضعیت در آنگولا                                               |
| ۱۱۰۳          | ۳۱ مارس ۱۹۹۷    | ۱۵-۰-۰                  | بررسی وضعیت در بوسنی و هرزگوین                                      |
| ۱۱۰۴          | ۰۸ آوریل ۱۹۹۷   | ۱۵-۰-۰                  | دادگاه یوگسلاوی سابق                                                |
| ۱۱۰۵          | ۰۹ آوریل ۱۹۹۷   | ۱۵-۰-۰                  | بررسی وضعیت در یوگسلاوی سابق و جمهوری مقدونیه                       |
| ۱۱۰۶          | ۱۶ آوریل ۱۹۹۷   | ۱۵-۰-۰                  | بررسی وضعیت در آنگولا                                               |
| ۱۱۰۷          | ۱۶ مه ۱۹۹۷      | ۱۵-۰-۰                  | بررسی وضعیت در بوسنی و هرزگوین                                      |
| ۱۱۰۸          | ۲۲ مه ۱۹۹۷      | ۱۵-۰-۰                  | بررسی وضعیت صحرای غربی                                              |
| ۱۱۰۹          | ۲۸ مه ۱۹۹۷      | ۱۵-۰-۰                  | بررسی وضعیت خاورمیانه                                               |
| ۱۱۱۰          | ۲۸ مه ۱۹۹۷      | ۱۵-۰-۰                  | بررسی وضعیت در یوگسلاوی سابق و جمهوری مقدونیه                       |
| ۱۱۱۱          | ۰۴ ژوئن ۱۹۹۷    | ۱۵-۰-۰                  | بررسی وضعیت میان عراق و کویت                                        |
| ۱۱۱۲          | ۱۲ ژوئن ۱۹۹۷    | ۱۵-۰-۰                  | بررسی وضعیت در بوسنی و هرزگوین                                      |
| ۱۱۱۳          | ۱۲ ژوئن ۱۹۹۷    | ۱۵-۰-۰                  | بررسی وضعیت در تاجیکستان بر سر امتداد مرز بین تاجیکستان و افغانستان |
| ۱۱۱۴          | ۱۹ ژوئن ۱۹۹۷    | ۱۴-۱-۰                  | بررسی وضعیت در آلبانی                                               |
| ۱۱۱۵          | ۲۱ ژوئن ۱۹۹۷    | ۱۵-۰-۰                  | بررسی وضعیت میان عراق و کویت                                        |
| ۱۱۱۶          | ۲۷ ژوئن ۱۹۹۷    | ۱۵-۰-۰                  | بررسی وضعیت در لیبریا                                               |
| ۱۱۱۷          | ۲۷ ژوئن ۱۹۹۷    | ۱۵-۰-۰                  | بررسی وضعیت در قبرس                                                 |
| ۱۱۱۸          | ۳۰ ژوئن ۱۹۹۷    | ۱۵-۰-۰                  | بررسی وضعیت در آنگولا                                               |
| ۱۱۱۹          | ۱۴ ژوئیه ۱۹۹۷   | ۱۵-۰-۰                  | بررسی وضعیت در کرواسی                                               |
| ۱۱۲۰          | ۱۴ ژوئیه ۱۹۹۷   | ۱۵-۰-۰                  | بررسی وضعیت در کرواسی                                               |
| ۱۱۲۱          | ۲۲ ژوئیه ۱۹۹۷   | ۱۵-۰-۰                  | مدال حافظ صلح سازمان ملل متحد                                       |
| ۱۱۲۲          | ۲۹ ژوئیه ۱۹۹۷   | ۱۵-۰-۰                  | بررسی وضعیت خاورمیانه                                               |
| ۱۱۲۳          | ۳۰ ژوئیه ۱۹۹۷   | ۱۵-۰-۰                  | مسئلهٔ در مورد هائیتی                                                |
| ۱۱۲۴          | ۳۱ ژوئیه ۱۹۹۷   | ۱۵-۰-۰                  | بررسی وضعیت در گرجستان                                              |
| ۱۱۲۵          | ۰۶ اوت ۱۹۹۷     | ۱۵-۰-۰                  | بررسی وضعیت در جمهوری آفریقای مرکزی                                 |
| ۱۱۲۶          | ۲۷ اوت ۱۹۹۷     | ۱۵-۰-۰                  | دادگاه یوگسلاوی سابق                                                |
| ۱۱۲۷          | ۲۸ اوت ۱۹۹۷     | ۱۵-۰-۰                  | بررسی وضعیت در آنگولا                                               |
| ۱۱۲۸          | ۱۲ سپتامبر ۱۹۹۷ | ۱۵-۰-۰                  | بررسی وضعیت در تاجیکستان بر سر امتداد مرز بین تاجیکستان و افغانستان |
| ۱۱۲۹          | ۱۲ سپتامبر ۱۹۹۷ | ۱۴-۱-۰                  | بررسی وضعیت میان عراق و کویت                                        |
| ۱۱۳۰          | ۲۹ سپتامبر ۱۹۹۷ | ۱۵-۰-۰                  | بررسی وضعیت در آنگولا                                               |
| ۱۱۳۱          | ۲۹ سپتامبر ۱۹۹۷ | ۱۵-۰-۰                  | بررسی وضعیت صحرای غربی                                              |
| ۱۱۳۲          | ۰۸ اکتبر ۱۹۹۷   | ۱۵-۰-۰                  | بررسی وضعیت در سیرالئون                                             |
| ۱۱۳۳          | ۲۰ اکتبر ۱۹۹۷   | ۱۵-۰-۰                  | بررسی وضعیت صحرای غربی                                              |
| ۱۱۳۴          | ۲۳ اکتبر ۱۹۹۷   | ۱۰-۵-۰                  | بررسی وضعیت میان عراق و کویت                                        |
| ۱۱۳۵          | ۲۹ اکتبر ۱۹۹۷   | ۱۵-۰-۰                  | بررسی وضعیت در آنگولا                                               |
| ۱۱۳۶          | ۰۶ نوامبر ۱۹۹۷  | ۱۵-۰-۰                  | بررسی وضعیت در جمهوری آفریقای مرکزی                                 |
| ۱۱۳۷          | ۱۲ نوامبر ۱۹۹۷  | ۱۵-۰-۰                  | بررسی وضعیت میان عراق و کویت                                        |
| ۱۱۳۸          | ۱۴ نوامبر ۱۹۹۷  | ۱۵-۰-۰                  | بررسی وضعیت در تاجیکستان بر سر امتداد مرز بین تاجیکستان و افغانستان |
| ۱۱۳۹          | ۲۱ نوامبر ۱۹۹۷  | ۱۵-۰-۰                  | بررسی وضعیت خاورمیانه                                               |
| ۱۱۴۰          | ۲۸ نوامبر ۱۹۹۷  | ۱۵-۰-۰                  | بررسی وضعیت در یوگسلاوی سابق و جمهوری مقدونیه                       |
| ۱۱۴۱          | ۲۸ نوامبر ۱۹۹۷  | ۱۵-۰-۰                  | مسئلهٔ در مورد هائیتی                                                |
| ۱۱۴۲          | ۰۴ دسامبر ۱۹۹۷  | ۱۵-۰-۰                  | بررسی وضعیت در یوگسلاوی سابق و جمهوری مقدونیه                       |
| ۱۱۴۳          | ۰۴ دسامبر ۱۹۹۷  | ۱۵-۰-۰                  | بررسی وضعیت میان عراق و کویت                                        |
| ۱۱۴۴          | ۱۹ دسامبر ۱۹۹۷  | ۱۵-۰-۰                  | بررسی وضعیت در بوسنی و هرزگوین                                      |
| ۱۱۴۵          | ۱۹ دسامبر ۱۹۹۷  | ۱۵-۰-۰                  | بررسی وضعیت در کرواسی                                               |
| ۱۱۴۶          | ۲۳ دسامبر ۱۹۹۷  | ۱۵-۰-۰                  | بررسی وضعیت در قبرس                                                 |
| ۱۱۴۷          | ۱۳ ژانویه ۱۹۹۸  | ۱۵-۰-۰                  | بررسی وضعیت در کرواسی                                               |
| ۱۱۴۸          | ۲۶ ژانویه ۱۹۹۸  | ۱۵-۰-۰                  | بررسی وضعیت صحرای غربی                                              |
| ۱۱۴۹          | ۲۷ ژانویه ۱۹۹۸  | ۱۵-۰-۰                  | بررسی وضعیت در آنگولا                                               |
| ۱۱۵۰          | ۳۰ ژانویه ۱۹۹۸  | ۱۵-۰-۰                  | بررسی وضعیت در گرجستان                                              |
| ۱۱۵۱          | ۳۰ ژانویه ۱۹۹۸  | ۱۵-۰-۰                  | بررسی وضعیت خاورمیانه                                               |
| ۱۱۵۲          | ۰۵ فوریه ۱۹۹۸   | ۱۵-۰-۰                  | بررسی وضعیت در جمهوری آفریقای مرکزی                                 |
| ۱۱۵۳          | ۲۰ فوریه ۱۹۹۸   | ۱۵-۰-۰                  | بررسی وضعیت میان عراق و کویت                                        |
| ۱۱۵۴          | ۰۲ مارس ۱۹۹۸    | ۱۵-۰-۰                  | بررسی وضعیت میان عراق و کویت                                        |
| ۱۱۵۵          | ۱۶ مارس ۱۹۹۸    | ۱۵-۰-۰                  | بررسی وضعیت در جمهوری آفریقای مرکزی                                 |
| ۱۱۵۶          | ۱۶ مارس ۱۹۹۸    | ۱۵-۰-۰                  | بررسی وضعیت در سیرالئون                                             |
| ۱۱۵۷          | ۲۰ مارس ۱۹۹۸    | ۱۵-۰-۰                  | بررسی وضعیت در آنگولا                                               |
| ۱۱۵۸          | ۲۵ مارس ۱۹۹۸    | ۱۵-۰-۰                  | بررسی وضعیت میان عراق و کویت                                        |
| ۱۱۵۹          | ۲۷ مارس ۱۹۹۸    | ۱۵-۰-۰                  | بررسی وضعیت در جمهوری آفریقای مرکزی                                 |
| ۱۱۶۰          | ۳۱ مارس ۱۹۹۸    | ۱۴-۱-۰                  | بررسی وضعیت در کوزوو                                                |
| ۱۱۶۱          | ۰۹ آوریل ۱۹۹۸   | ۱۵-۰-۰                  | بررسی وضعیت در مورد رواندا                                          |
| ۱۱۶۲          | ۱۷ آوریل ۱۹۹۸   | ۱۵-۰-۰                  | بررسی وضعیت در سیرالئون                                             |
| ۱۱۶۳          | ۱۷ آوریل ۱۹۹۸   | ۱۵-۰-۰                  | بررسی وضعیت صحرای غربی                                              |
| ۱۱۶۴          | ۲۹ آوریل ۱۹۹۸   | ۱۵-۰-۰                  | بررسی وضعیت در آنگولا                                               |
| ۱۱۶۵          | ۳۰ آوریل ۱۹۹۸   | ۱۵-۰-۰                  | دادگاه بین‌المللی برای رواندا                                        |
| ۱۱۶۶          | ۱۳ مه ۱۹۹۸      | ۱۵-۰-۰                  | دادگاه بین‌المللی برای یوگسلاوی سابق (ICTY)                          |
| ۱۱۶۷          | ۱۴ مه ۱۹۹۸      | ۱۵-۰-۰                  | بررسی وضعیت در تاجیکستان بر سر امتداد مرز بین تاجیکستان و افغانستان |
| ۱۱۶۸          | ۲۱ مه ۱۹۹۸      | ۱۵-۰-۰                  | بررسی وضعیت در بوسنی و هرزگوین                                      |
| ۱۱۶۹          | ۲۷ مه ۱۹۹۸      | ۱۵-۰-۰                  | بررسی وضعیت خاورمیانه                                               |
| ۱۱۷۰          | ۲۸ مه ۱۹۹۸      | ۱۵-۰-۰                  | بررسی وضعیت در آفریقا                                               |
| ۱۱۷۱          | ۰۵ ژوئن ۱۹۹۸    | ۱۵-۰-۰                  | بررسی وضعیت در سیرالئون                                             |
| ۱۱۷۲          | ۰۶ ژوئن ۱۹۹۸    | ۱۵-۰-۰                  | صلح و امنیت جهانی                                                   |
| ۱۱۷۳          | ۱۲ ژوئن ۱۹۹۸    | ۱۵-۰-۰                  | بررسی وضعیت در آنگولا                                               |
| ۱۱۷۴          | ۱۵ ژوئن ۱۹۹۸    | ۱۵-۰-۰                  | بررسی وضعیت در بوسنی و هرزگوین                                      |
| ۱۱۷۵          | ۱۹ ژوئن ۱۹۹۸    | ۱۵-۰-۰                  | بررسی وضعیت میان عراق و کویت                                        |
| ۱۱۷۶          | ۲۴ ژوئن ۱۹۹۸    | ۱۵-۰-۰                  | بررسی وضعیت در آنگولا                                               |
| ۱۱۷۷          | ۲۶ ژوئن ۱۹۹۸    | ۱۵-۰-۰                  | بررسی وضعیت میان اریتره و اتیوپی                                    |
| ۱۱۷۸          | ۲۹ ژوئن ۱۹۹۸    | ۱۵-۰-۰                  | بررسی وضعیت در قبرس                                                 |
| ۱۱۷۹          | ۲۹ ژوئن ۱۹۹۸    | ۱۵-۰-۰                  | بررسی وضعیت در قبرس                                                 |
| ۱۱۸۰          | ۲۹ ژوئن ۱۹۹۸    | ۱۵-۰-۰                  | بررسی وضعیت در آنگولا                                               |
| ۱۱۸۱          | ۱۳ ژوئیه ۱۹۹۸   | ۱۵-۰-۰                  | بررسی وضعیت در سیرالئون                                             |
| ۱۱۸۲          | ۱۴ ژوئیه ۱۹۹۸   | ۱۵-۰-۰                  | بررسی وضعیت در جمهوری آفریقای مرکزی                                 |
| ۱۱۸۳          | ۱۵ ژوئیه ۱۹۹۸   | ۱۵-۰-۰                  | بررسی وضعیت در کرواسی                                               |
| ۱۱۸۴          | ۱۶ ژوئیه ۱۹۹۸   | ۱۵-۰-۰                  | بررسی وضعیت در بوسنی و هرزگوین                                      |
| ۱۱۸۵          | ۲۰ ژوئیه ۱۹۹۸   | ۱۵-۰-۰                  | بررسی وضعیت صحرای غربی                                              |
| ۱۱۸۶          | ۲۱ ژوئیه ۱۹۹۸   | ۱۵-۰-۰                  | بررسی وضعیت در یوگسلاوی سابق و جمهوری مقدونیه                       |
| ۱۱۸۷          | ۳۰ ژوئیه ۱۹۹۸   | ۱۵-۰-۰                  | بررسی وضعیت در گرجستان                                              |
| ۱۱۸۸          | ۳۰ ژوئیه ۱۹۹۸   | ۱۵-۰-۰                  | بررسی وضعیت خاورمیانه                                               |
| ۱۱۸۹          | ۱۳ اوت ۱۹۹۸     | ۱۵-۰-۰                  | فعالیت‌های تروریسم بین‌المللی                                         |
| ۱۱۹۰          | ۱۳ اوت ۱۹۹۸     | ۱۵-۰-۰                  | بررسی وضعیت در آنگولا                                               |
| ۱۱۹۱          | ۲۷ اوت ۱۹۹۸     | ۱۵-۰-۰                  | دادگاه بین‌المللی برای یوگسلاوی سابق (ICTY)                          |
| ۱۱۹۲          | ۲۷ اوت ۱۹۹۸     | ۱۵-۰-۰                  | پرونده لاکربی                                                       |
| ۱۱۹۳          | ۲۸ اوت ۱۹۹۸     | ۱۵-۰-۰                  | اوضاع در افغانستان                                                  |
| ۱۱۹۴          | ۰۹ سپتامبر ۱۹۹۸ | ۱۵-۰-۰                  | بررسی وضعیت میان عراق و کویت                                        |
| ۱۱۹۵          | ۱۵ سپتامبر ۱۹۹۸ | ۱۵-۰-۰                  | بررسی وضعیت در آنگولا                                               |
| ۱۱۹۶          | ۱۶ سپتامبر ۱۹۹۸ | ۱۵-۰-۰                  | بررسی وضعیت در آفریقا                                               |
| ۱۱۹۷          | ۱۸ سپتامبر ۱۹۹۸ | ۱۵-۰-۰                  | بررسی وضعیت در آفریقا                                               |
| ۱۱۹۸          | ۱۸ سپتامبر ۱۹۹۸ | ۱۵-۰-۰                  | بررسی وضعیت صحرای غربی                                              |
| ۱۱۹۹          | ۲۳ سپتامبر ۱۹۹۸ | ۱۴-۱-۰                  | بررسی وضعیت کوزوو (FRY)                                             |
| ۱۲۰۰          | ۳۰ سپتامبر ۱۹۹۸ | ۱۵-۰-۰                  | دادگاه بین‌المللی برای رواندا                                        |